# Саотомэ, Мицуги
Мицуги Саотомэ (яп. 五月女 貢 Саотомэ Мицуги, ромадзи Mitsugi Saotome; 7 марта 1937, Япония) — японский мастер айкидо, обучавшийся непосредственно у Морихэя Уэсибы. Автор нескольких книг. С 1975 года живёт в США, где организовал школу айкидо «Aikido schools of Ueshiba».

## Биография
В возрасте 18 лет начал обучаться айкидо в Токио. В 1960 году стал ути-дэси в Айкикай Хомбу Додзё и обучался под руководством Морихэя Уэсибы вплоть до 1969 года, когда О-Сэнсэй умер.
До 1975 года был старшим инструктором в Хомбу Додзё, после чего переехал в США. В конце 1970-х годов основал школу айкидо «Aikido schools of Ueshiba» (ASU), насчитывающую более 100 додзё. В январе 1988 года организация была официально признана Айкикай. Преподаёт айкидо в додзё Храм Айки (Aiki Shrine Dojo) во Флориде и Сёбукан (Aikido Shobukan Dojo) в Вашингтоне, а также даёт семинары во многих других городах США.
Саотомэ является автором трёх книг по айкидо: «Айкидо и гармония в природе» (1986), «Принципы Айкидо» (1989), «Aikido: Living By Design» (2004, в соавторстве со Сьюзен Перри). Также был снят ряд видеофильмов, в которых Мицуги Саотомэ демонстрирует различную технику, включая работу с оружием.

## Книги по Айкидо

### Айкидо и гармония в природе
Этнограф Д.Джонс среди многих существенных положений книги «Айкидо и гармония в природе» отметил описание в ней одной из основ айкидо — концепции Каннагара Но Мичи, созданной основателем айкидо Морихэем Уэсибой. В книге Саотомэ Каннагара определяется как «Божественный поток; поток созидательной энергии, который из прошлого проникает в будущее», а Каннагара Но Мичи — как «Путь жизни, которая борется за истину и за действительность и которая есть Бог». А о другом важном аспекте айкидо, японском понятии ки, даётся представление как о «космической субстанции жизни».